# Reprezentacja Polski w piłce ręcznej mężczyzn

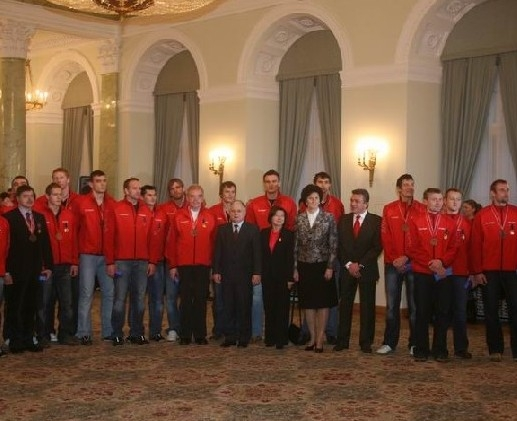
Reprezentacja na spotkaniu z prezydentem Lechem Kaczyńskim (Pałac Prezydencki, 5 lutego 2007).

Reprezentacja Polski w piłce ręcznej mężczyzn (zwyczajowo zwana również: reprezentacją narodową, kadrą narodową, drużyną narodową) – zespół piłki ręcznej reprezentujący Rzeczpospolitą Polską w meczach i sportowych imprezach międzynarodowych, powoływany przez selekcjonera, w którym występować mogą wszyscy zawodnicy posiadający obywatelstwo polskie. Za jej funkcjonowanie odpowiedzialny jest Związek Piłki Ręcznej w Polsce.
Reprezentacja piłkarzy ręcznych została wybrana najlepszą drużyną roku w Plebiscycie „Przeglądu Sportowego” w 2007 i 2015.

## Historia
Premierowy międzypaństwowy mecz drużyn siedmioosobowych reprezentacja Polski rozegrała w lipcu 1957 r. Zaledwie kilka miesięcy później wzięła udział w swej pierwszej oficjalnej imprezie międzynarodowej – III finałach mistrzostw świata, odbywających się w NRD. 27 lutego 1958 w Erfurcie „biało-czerwoni” zremisowali 14:14 w debiucie z Finlandią, ostatecznie jednak zajęli 5. miejsce wśród 16 zespołów. W drugiej połowie wygranego 9:7 spotkania z Jugosławią rywale strzelili Polakom jednego gola. W meczu o piątą lokatę zespół trenera Tadeusza Breguły pokonał Norwegów 20:18, a gwiazdami polskiej kadry byli Jan Suski (uznawany za najlepszego rozgrywającego w Europie) i Kazimierz „Kaju” Frąszczak.
Od 28 października 2004 do 19 kwietnia 2012 obowiązki selekcjonera kadry narodowej seniorów pełnił Bogdan Wenta, pod jego wodzą Polska została wicemistrzem świata 2007 w Niemczech, brązowy medal Mistrzostw Świata 2009 w Chorwacji oraz zajął 4. miejsce na Mistrzostwach Europy 2010. Jego asystentem był Daniel Waszkiewicz. Od 9 września 2012 do 28 stycznia 2016 selekcjonerem kadry był Michael Biegler (kontrakt podpisał w dniu 28 września 2012) Zdobył brązowy medal Mistrzostw Świata 2015 w Katarze oraz prowadził na Mistrzostwach Europy 2016 w Polsce zajmując 7. miejsce. Funkcję jego asystenta pełnił Jacek Będzikowski. Od 27 lutego 2016 do 2017 r. trenerem był Tałant Dujszebajew. Od 2017 r. do 2019 r. selekcjonerem był Piotr Przybecki. Od 2019 r. do 2023 r. trenerem był Patryk Rombel, który prowadził reprezentację na Mistrzostwach Świata 2023 w Polsce i Szwecji zajmując 15. miejsce. Od 2023 do 2025 trenerem był Marcin Lijewski. Od 2025 selekcjonerem jest Jota González.

## Udział w turniejach międzynarodowych

### Igrzyska olimpijskie
| 1972 | Awans                          | 10. miejsce                    |  |
| 1976 | Awans                          | 3. miejsce                     |  |
| 1980 | Awans                          | 7. miejsce                     |  |
| 1984 | Awans/Wycofana przed turniejem | Awans/Wycofana przed turniejem |  |
| 1988 | Nie zakwalifikowała się        | Nie zakwalifikowała się        |  |
| 1992 | Nie zakwalifikowała się        | Nie zakwalifikowała się        |  |
| 1996 | Nie zakwalifikowała się        | Nie zakwalifikowała się        |  |
| 2000 | Nie zakwalifikowała się        | Nie zakwalifikowała się        |  |
| 2004 | Nie zakwalifikowała się        | Nie zakwalifikowała się        |  |
| 2008 | Awans                          | 5. miejsce                     |  |
| 2012 | Nie zakwalifikowała się        | Nie zakwalifikowała się        |  |
| 2016 | Awans                          | 4. miejsce                     |  |
| 2020 | Nie zakwalifikowała się        | Nie zakwalifikowała się        |  |
| 2024 | Nie zakwalifikowała się        | Nie zakwalifikowała się        |  |
| 2028 |                                |                                |  |
| 2032 |                                |                                |  |

### Mistrzostwa świata
| 1938 | Nie brała udziału       | Nie brała udziału       |  |
| 1954 | Nie brała udziału       | Nie brała udziału       |  |
| 1958 | –                       | 5. miejsce              |  |
| 1961 | Nie zakwalifikowała się | Nie zakwalifikowała się |  |
| 1964 | Nie zakwalifikowała się | Nie zakwalifikowała się |  |
| 1967 | Awans                   | 12. miejsce             |  |
| 1970 | Awans                   | 14. miejsce             |  |
| 1974 | Awans                   | 4. miejsce              |  |
| 1978 | Awans                   | 6. miejsce              |  |
| 1982 | Awans                   | 3. miejsce              |  |
| 1986 | Awans                   | 14. miejsce             |  |
| 1990 | Awans                   | 11. miejsce             |  |
| 1993 | Nie zakwalifikowała się | Nie zakwalifikowała się |  |
| 1995 | Nie zakwalifikowała się | Nie zakwalifikowała się |  |
| 1997 | Nie zakwalifikowała się | Nie zakwalifikowała się |  |
| 1999 | Nie zakwalifikowała się | Nie zakwalifikowała się |  |
| 2001 | Nie zakwalifikowała się | Nie zakwalifikowała się |  |
| 2003 | Awans                   | 10. miejsce             |  |
| 2005 | Nie zakwalifikowała się | Nie zakwalifikowała się |  |
| 2007 | Awans                   | 2. miejsce              |  |
| 2009 | Awans                   | 3. miejsce              |  |
| 2011 | Awans                   | 8. miejsce              |  |
| 2013 | Awans                   | 9. miejsce              |  |
| 2015 | Awans                   | 3. miejsce              |  |
| 2017 | Awans                   | 17. miejsce             |  |
| 2019 | Nie zakwalifikowała się | Nie zakwalifikowała się |  |
| 2021 | Dzika karta             | 13. miejsce             |  |
| 2023 | Gospodarz               | 15. miejsce             |  |
| 2025 | Awans                   | 25. miejsce             |  |
| 2027 |                         |                         |  |

| 1977 | Nie brała udziału    | Nie brała udziału |  |
| 1979 | Nie brała udziału    | Nie brała udziału |  |
| 1981 | 7. miejsce LIO 1980  | 1. miejsce        |  |
| 1983 | Nie brała udziału    | Nie brała udziału |  |
| 1985 | Wycofanie z LIO 1984 | 3. miejsce        |  |
| 1987 | 14. miejsce MŚ 1986  | 3. miejsce        |  |
| 1989 | 3. miejsce MŚ B 1987 | 2. miejsce        |  |
| 1992 | 11. miejsce MŚ 1990  | 11. miejsce       |  |

| 1976 | Nie brała udziału | Nie brała udziału |  |
| 1978 | Nie brała udziału | Nie brała udziału |  |
| 1980 | Nie brała udziału | Nie brała udziału |  |
| 1982 | Nie brała udziału | Nie brała udziału |  |
| 1984 | Nie brała udziału | Nie brała udziału |  |
| 1986 | Nie brała udziału | Nie brała udziału |  |
| 1988 | Nie brała udziału | Nie brała udziału |  |
| 1990 | Nie brała udziału | Nie brała udziału |  |

### Mistrzostwa Europy
| 1994 | Nie zakwalifikowała się | Nie zakwalifikowała się |  |
| 1996 | Nie zakwalifikowała się | Nie zakwalifikowała się |  |
| 1998 | Nie zakwalifikowała się | Nie zakwalifikowała się |  |
| 2000 | Nie zakwalifikowała się | Nie zakwalifikowała się |  |
| 2002 | Awans                   | 15. miejsce             |  |
| 2004 | Awans                   | 16. miejsce             |  |
| 2006 | Awans                   | 10. miejsce             |  |
| 2008 | Awans                   | 7. miejsce              |  |
| 2010 | Awans                   | 4. miejsce              |  |
| 2012 | Awans                   | 9. miejsce              |  |
| 2014 | Awans                   | 6. miejsce              |  |
| 2016 | Gospodarz               | 7. miejsce              |  |
| 2018 | Nie zakwalifikowała się | Nie zakwalifikowała się |  |
| 2020 | Awans                   | 21. miejsce             |  |
| 2022 | Awans                   | 12. miejsce             |  |
| 2024 | Awans                   | 16. miejsce             |  |
| 2026 | Awans                   |                         |  |
| 2028 |                         |                         |  |
| 2030 | Gospodarz               |                         |  |
| 2032 |                         |                         |  |

### Puchar świata
| 1971 | Nie brała udziału | Nie brała udziału | [ 17 ] |
| 1974 | Awans             | 2. miejsce        | [ 17 ] |
| 1979 | Awans             | 2. miejsce        | [ 17 ] |
| 1984 | Awans             | 5. miejsce        | [ 17 ] |
| 1988 | Nie brała udziału | Nie brała udziału | [ 17 ] |
| 1992 | Nie brała udziału | Nie brała udziału | [ 17 ] |
| 1996 | Nie brała udziału | Nie brała udziału | [ 17 ] |
| 1999 | Nie brała udziału | Nie brała udziału | [ 17 ] |
| 2002 | Nie brała udziału | Nie brała udziału | [ 17 ] |
| 2004 | Nie brała udziału | Nie brała udziału | [ 17 ] |
| 2006 | Nie brała udziału | Nie brała udziału | [ 17 ] |
| 2010 | Nie brała udziału | Nie brała udziału | [ 17 ] |

## Rekordziści
Zestawienia obejmują dane uzyskane wyłącznie w oficjalnych spotkaniach międzypaństwowych seniorskiej reprezentacji Polski. Wszystkie nieoficjalne mecze kadry narodowej, bądź spotkania w kadrze innej niż seniorska (pierwsza reprezentacja) – rozegrane przez danego zawodnika – nie zostały ujęte w poniższych wykazach.
Źródło: Władysław Zieleśkiewicz, 95 lat polskiej piłki ręcznej, wyd. ZPRP, Warszawa 2013
| Lp. | Zawodnik            | Lata gry  | Mecze |
| --- | ------------------- | --------- | ----- |
| 1.  | Sławomir Szmal      | 1998–2018 | 298   |
| 2.  | Karol Bielecki      | 2002–2017 | 259   |
| 3.  | Marcin Lijewski     | 1997–2013 | 251   |
| 4.  | Bartosz Jurecki     | 2004–2016 | 237   |
| 5.  | Andrzej Szymczak    | 1967–1984 | 234   |
| 6.  | Jerzy Klempel       | 1972–1984 | 221   |
| 7.  | Daniel Waszkiewicz  | 1977–1989 | 214   |
| 8.  | Mariusz Jurasik     | 1997–2012 | 207   |
| 9.  | Alfred Kałuziński   | 1973–1982 | 204   |
| 10. | Patryk Kuchczyński  | 2002–2014 | 201   |
| 11. | Michał Jurecki      | 2005–2017 | 198   |
| 12. | Bogdan Wenta        | 1981–1994 | 191   |
| 13. | Zbigniew Tłuczyński | 1978–1990 | 186   |
| 14. | Krzysztof Lijewski  | 2003–2017 | 185   |
| 15. | Kamil Syprzak       | 2011–     | 180   |
| 16. | Zbigniew Plechoć    | 1983–1990 | 178   |
| 17. | Henryk Rozmiarek    | 1971–1980 | 177   |
| 18. | Jan Gmyrek          | 1970–1979 | 176   |
| 19. | Damian Wleklak      | 1998–2009 | 164   |
| 20. | Mariusz Jurkiewicz  | 2002–2017 | 163   |

| Lp. | Zawodnik            | Lata gry  | Bramki |
| --- | ------------------- | --------- | ------ |
| 1.  | Jerzy Klempel       | 1972–1984 | 1170   |
| 2.  | Karol Bielecki      | 2002–2017 | 962    |
| 3.  | Bogdan Wenta        | 1981–1994 | 763    |
| 4.  | Bartosz Jurecki     | 2004–2016 | 732    |
| 5.  | Marcin Lijewski     | 1997–2013 | 711    |
| 6.  | Robert Nowakowski   | 1989–2003 | 709    |
| 7.  | Daniel Waszkiewicz  | 1977–1989 | 705    |
| 8.  | Mariusz Jurasik     | 1997–2012 | 704    |
| 9.  | Alfred Kałuziński   | 1973–1982 | 620    |
| 10. | Grzegorz Tkaczyk    | 2000–2012 | 549    |
| 11. | Michał Jurecki      | 2005–2017 | 547    |
| 12. | Zbigniew Tłuczyński | 1978–1990 | 527    |
| 13. | Arkadiusz Moryto    | 2017–     | 510    |
| 14. | Tomasz Tłuczyński   | 2006–2012 | 503    |
| 15. | Lesław Dziuba       | 1981–1990 | 447    |
| 16. | Krzysztof Lijewski  | 2003–2017 | 439    |
| 17. | Patryk Kuchczyński  | 2002–2014 | 435    |
| 18. | Zbigniew Plechoć    | 1983–1990 | 427    |
| 19. | Kamil Syprzak       | 2011–     | 417    |
| 20. | Michał Daszek       | 2013–     | 394    |

## Selekcjonerzy
Według:
- 1952–1953: Tadeusz Tomosz i Antoni Szymański
- 1954–1956: Jerzy Til i Władysław Stawiarski
- 1957–1967: Tadeusz Breguła i Jerzy Til
- 1967–1976: Janusz Czerwiński
- 1976–1978: Stanisław Majorek
- 1978–1980: Jacek Zglinicki
- 1981–1984: Zygfryd Kuchta
- 1984–1986: Stefan Wrześniewski
- 1986–1990: Zenon Łakomy
- 1990–1992: Michał Kaniowski
- 1992–1994: Bogdan Kowalczyk i od 1993 Jerzy Eliasz
- 1994–1997: Jacek Zglinicki
- 1998–2000: Zygfryd Kuchta
- 2000 – 28 października 2004: Bogdan Zajączkowski
- 28 października 2004 – 19 kwietnia 2012: Bogdan Wenta[19]
- 26 kwietnia 2012 – 30 września 2012: Daniel Waszkiewicz i Damian Wleklak[20]
- 1 października 2012 – 29 stycznia 2016:  Michael Biegler[21]
- 27 lutego 2016 – 7 maja 2017:  Tałant Dujszebajew[22]
- 18 maja 2017 – 23 lutego 2019: Piotr Przybecki[23]
- 26 lutego 2019 – luty 2023: Patryk Rombel[24]
- luty – marzec 2023: Bartosz Jurecki (tymczasowy)[25]
- 29 marca 2023 – 25 lutego 2025: Marcin Lijewski[26]
- luty – marzec 2025: Michał Skórski (tymczasowo)[27]
- 14 marca 2025 – :  Jota González[28]

## Ważne mecze
- Igrzyska olimpijskie:
  - Debiut w turnieju IO: 30 sierpnia 1972, Szwecja 13:13 (5:7) Polska – Monachium 1972
  - Pierwsze zwycięstwo w turnieju IO: 1 września 1972, Dania 8:11 (4:6) Polska – Monachium 1972
  - Najwyższe zwycięstwo w turnieju IO: 22 lipca 1980, Polska 34:19 (14:10) Kuba – Moskwa 1980
  - Najwyższa porażka w turnieju IO: 3 września 1972, ZSRR 17:11 (9:4) Polska – Monachium 1972

- Mistrzostwa świata na hali:
  - Debiut w finałach MŚ: 27 lutego 1958, Polska 14:14 (8:6) Finlandia – Erfurt, NRD 1958
  - Pierwsze zwycięstwo w finałach MŚ: 2 marca 1958, Polska 25:11 (12:3) Hiszpania – Erfurt, NRD 1958
  - Najwyższe zwycięstwo w finałach MŚ: 22 stycznia 2015, Polska 32:13 (17:6) Arabia Saudyjska – Doha, Katar 2015
  - Najwyższa porażka w finałach MŚ: 7 marca 1990, Jugosławia 33:20 (18:10) Polska – Bratysława, Czechosłowacja 1990

- Mistrzostwa Europy:
  - Debiut w finałach ME: 25 stycznia 2002, Polska 24:25 (9:11) Czechy – Göteborg, Szwecja 2002
  - Pierwsze zwycięstwo w finałach ME: 26 stycznia 2006, Polska 33:24 (19:13) Ukraina – Sankt Gallen, Szwajcaria 2006
  - Najwyższe zwycięstwo w finałach ME: 17 stycznia 2012, Słowacja 24:41 (13:17) Polska – Belgrad, Serbia 2012
  - Najwyższa porażka w finałach ME: 27 stycznia 2016, Polska 23:37 (10:15) Chorwacja – Kraków, Polska 2016

## Aktualna kadra
Kadra na Mistrzostwa Świata 2025

## LIO 1984
Prowadzona przez Zygfryda Kuchtę męska kadra narodowa w 1982 r. po raz czwarty z rzędu zakwalifikowała się na igrzyska olimpijskie (Igrzyska Olimpijskie w Los Angeles), jednak na skutek wycofania się Polski z tej imprezy (presja polityczna ZSRR na państwa ówczesnego bloku socjalistycznego) nie dane im było wystąpić w turnieju olimpijskim. Jednym z ówczesnych kadrowiczów był Bogdan Wenta, dla którego od tego momentu udział w Igrzyskach stał się głównym celem kariery. Udało mu się tego dokonać dopiero 16 lat później w barwach Niemiec, oraz jako trenerowi prowadzącemu reprezentację Polski mężczyzn, 31 maja 2008 na turnieju kwalifikacyjnym we Wrocławiu.

## Rekordy
Najwięcej występów dla męskiej reprezentacji Polski w finałach mistrzostw świata mają Marcin Lijewski i Mariusz Jurasik, którzy wystąpili we wszystkich 36 meczach podczas MŚ 2003, MŚ 2007, MŚ 2009 i MŚ 2011.
Najwięcej goli w finałach MŚ strzelił dla Polski Tomasz Tłuczyński (135 bramek), który wyprzedza Mariusza Jurasika (118 bramek), Karola Bieleckiego (113 bramek), Marcina Lijewskiego (106 bramek) i Jerzego Klempela (105 bramek).
Najwięcej występów dla męskiej reprezentacji Polski w finałach mistrzostw Europy mają Marcin Lijewski (26 meczów), Sławomir Szmal (25), Karol Bielecki (23) oraz Mariusz Jurasik, Patryk Kuchczyński i Bartosz Jurecki (po 20). Najlepsi strzelcy to z kolei Karol Bielecki (113 bramek), Mariusz Jurasik (69), Marcin Lijewski (68), Grzegorz Tkaczyk (65) i Bartosz Jurecki (59).
Jerzy Klempel był królem strzelców Mistrzostw Świata 1978 (wraz z Węgrem Peterem Kovacsem strzelili po 47 bramek) oraz turnieju Igrzysk Olimpijskich w Moskwie (44 bramki).
1 lutego 2007 półfinałowy mecz Mistrzostw Świata 2007 Polska – Dania (36:33) oglądał w hali Color Line Arena w Hamburgu komplet 13 050 osób. To rekord w całej historii MŚ jeśli chodzi o frekwencję na spotkaniu bez udziału gospodarzy danego turnieju.

## Link zewnętrzny
- Oficjalna strona internetowa ZPRP (pol.)